# سلام عليكم (عرض)
سلام عليكم Slam Alikom هو عرض صلام عُرض لأوّل مرّة يوم 1 مارس 2008 بمسرح التياترو بتونس، مما يجعل منه أوّل عرض لهذا الفنّ بتونس والوطن العربي.

## العرض الأوّل: 1 مارس 2008
كتب نصوص العرض حاتم القروي وأداها على الركح.
ورافقه موسيقيا في ذلك العرض مهدي الرقيق كعازف قيتارة ونجيب الرقيق كضابط إيقاع.

## تواصل العروض وتطوّر المجموعة
بعد نجاح العرض الأول، أصبح مطلوبا في مختلف مسارح تونس.
ظروف عديدة ساهمت في تطوّر المجموعة وتوسّعها، فانظمّ لها عازف البيانو أسامة المهيدي وعازف القيثارة هادي الفاهم وعازف غيتار البيس زياد لكود وضارب الباتري نافع علام.
عرضت هذه المجموعة عشرات العروض من سنة 2008 إلى سنة 2011.

## أبرز العروض
- مهرجان الضحك le festival du rire بقاعة الفن الرابع في جانفي 2010 [2]
- مهرجان القيتارة المتوسطي بالمسرح البلدي بتونس في مارس 2010 [3]
- مهرجان الحمامات الدولي في جويلية 2010 [4]